# Zirkelita
La zirkelita es un mineral de la clase de los minerales óxidos. Fue descubierta en una mina del municipio de Jacupiranga, en el estado de São Paulo (Brasil), siendo nombrada en 1895 en honor de Ferdinand Zirkel, mineralogista alemán pionero en el estudio de rocas con microscopio.

## Características químicas
Es un óxido de calcio, itrio, zirconio, titanio, magnesio y aluminio, que cristaliza en el sistema sistema cristalino cúbico, siendo dimorfo con la calciobetafita. Además de los elementos de su fórmula, suele llevar como impureza niobio.

## Formación y yacimientos
Aparece en Brasil en rocas carbonatitas con piroxenita-magnetita, mientras que en Escocia se ha encontrado en una intrusión bandeada con diferenciación. Suele encontrarse asociado a otros minerales como perovskita o baddeleyita. También ha sido descrita en suelos derivados de brechas derivadas de roca granito tipo granofiro en la Luna.